# 船川利夫
船川利夫（ふなかわ としお、1931年（昭和6年）3月10日 - 2008年（平成20年）10月4日）は、島根県安来市後小路（うしろこうじ）生まれの作曲家である。箏曲家・作曲家古川太郎の高弟。代表作に、組曲「出雲路」・尺八と箏のための「複協奏曲」・交響詩「海」・飾画などがある。

## 略歴
- 1931年　島根県安来市に生まれる。16歳の時、都山流尺八を松田垂山に師事。
- 1955年　都山流師範に昇格。同年10月に上京し箏曲家古川太郎に師事する。
- 1956年　東京新聞社主催邦楽コンクールに参加、箏独奏曲「蕪村句集」が作曲部門第一位、文部大臣賞、NHK賞を受賞。
- 1959年　乗松明広に師事、作曲を学ぶ。

## 受賞等
- 1956年　東京新聞社主催邦楽コンクール作曲部門第一位・文部大臣奨励賞・NHK賞を受賞
- 1992年　財団法人日本吟剣詩舞振興会より吟剣詩舞文化賞を受賞

## 代表作
- 箏曲
  - 蕪村句集（箏）
  - 組曲「出雲路」 （箏、十七絃、尺八）
  - 箏と三絃のための嬉遊曲 （箏、三絃 - 1962年作曲[1]）
  - 尺八と箏のための複協奏曲 （箏、十七絃、尺八、横笛、ファゴット、ティンパニー、打楽器）
  - 熱帯魚 （箏、尺八）
  - 春 （箏、尺八）
  - 文楽の幻想（唄、箏、十七絃、横笛）
  - 尺八五重奏「飾画」 （箏、十七絃、尺八）
  - 箏三重奏 （箏、十七絃）
  - 箏四重奏 （箏、十七絃、尺八 - 1965年3月さわらび会委嘱作品[2]））
  - 歎詩 （箏、十七絃、尺八）
  - 交響詩「海」 （箏×3、17絃、尺八×2、打）
  - 聯(れん)（箏独奏）
  - 二本の尺八と群の為の合奏協奏曲「覚」 （尺八独奏×2、尺八×4）

## 出版譜
- 大日本家庭音楽会
  - 箏四重奏（箏×2、17絃、尺八）
  - 春壊（箏、三絃、尺八）
  - 夢（箏、17絃、尺八）
  - 聯(れん)（箏独奏）
  - 交響詩「海」（箏×3、17絃、尺八×2、打）
  - 斎王(いつきのみこ)（箏×3、17絃、尺八×2、打）
  - 箏和歌集　第一集（箏、17絃、尺八）
  - 箏和歌集　第二集（箏、17絃、尺八）
  - 箏吟詠集　第一集（箏、17絃、尺八）

富士山・九月十日・春日山懐古・峨眉山月の歌・金州城外・寒梅・常盤狐を抱くの図に題す・山行・江南の春・早に白帝城を発す
- - 箏吟詠集　第二集（箏、17絃、尺八）

己亥の歳・静夜思・生田に宿す・海南行・川中島・夜墨水を下る・宝船・城山・楓橋夜泊・青葉の笛
- 新典音楽協会
  - 繰（琵琶×2）

- 邦楽社
  - 組曲　出雲路（箏×2、十七絃、尺八）
  - 箏と三絃のための嬉遊曲（箏、三絃）
  - 歎詩（箏、十七絃、尺八）
  - 春（箏、尺八）
  - 熱帯魚（箏、尺八）
  - 複協奏曲（箏、十七絃、尺八、横笛、ファゴット、ティンパニー、打楽器）
  - 文楽の幻想
  - 箏三重奏 （箏、十七絃）
  - 飾画
  - 舞曲
  - 四季の月（小品集1）
  - 冬の組曲（小品集2）
  - 蕪村句集
  - 百人一首
  - 五月の微笑・橘

- 前川出版社※全て都山流尺八譜
  - 尺八三重奏曲（尺八×3）
  - 組曲　出雲路（箏、十七絃、尺八）
  - 熱帯魚（箏、尺八）

## LP・CD
- LP
  - 船川利夫作品集－第1集－（日本グラモフォン株式会社　製作）
  - 船川利夫作品集①～④（ビクター産業株式会社）
  - 船川利夫作品集（企画・発売元　日本ディスク・スペース）
- CD
  - 舩川利夫作品集「有為無」（財団法人日本伝統文化振興財団）
  - 箏と尺八による　日本の響　船川利夫作品集（株式会社　音楽之友社）